# Watertoren (Kwadijk)
De watertoren in Kwadijk ontworpen door architect B.F. van Niefelt en is gebouwd in opdracht van het Provinciaal Waterleidingbedrijf (PWN) van Noord-Holland in 1925.
Het gebouw ligt aan de zuidzijde van de Kwadijk vanwaar dit via een rechte oprijlaan wordt bereikt. Bij het ontwerp is getracht een zo groot mogelijke optische eenheid tussen torenschacht en reservoirgedeelte te bewerkstelligen. De architectuur vertoont verwantschap met de art deco. De watertoren heeft een hoogte van 45,5 meter en twee waterreservoirs met een inhoud van elk 500 m³.
Na jarenlange dienst is de watertoren enkele jaren geleden gesloten. De toren is aan particulieren verkocht die er in zijn gaan wonen. De watertoren heeft de status rijksmonument.